# 南砺市立利賀学舎
南砺市立利賀学舎（なんとしりつ とががくしゃ）は、富山県南砺市にある義務教育学校。
2024年4月に南砺市立利賀小学校と南砺市立利賀中学校が統合し設立された。南砺市内の義務教育学校は、南砺市立南砺つばき学舎に続いて2校目である。

## 主な特徴
- へき地小規模校。
- 生徒のほとんどがバス通学。
- 複合教育施設となっており学校と公民館が併設されている。
- 超個別指導
- 武蔵野市との交流
- ギリシャ訪問
- オンラインによる他校との協働学習

## 校舎
旧利賀小学校と利賀中学校の校舎を一部改修して使用する。

## 部活動
- バドミントン部
- 陸上部
- スキー部

## 沿革
- 2023年（令和5年）
  - 3月 - 学校名を「南砺市立利賀学舎」と決定。
  - 10月 - 校歌と校章をデザイン決定。
  - 11月 - 校旗の色決定。
  - 12月 - 制服決定。
- 2024年（令和6年）
  - 4月4日 - 開校式挙行[2]。同日、新任式と最初の始業式も挙行。
  - 4月5日 - 第1回入学式と後期課程入学式（中学校入学式相当）挙行。
  - 5月1日 - グラウンドに遊具を取り付け。

## 通学区域
- 合併前の利賀村の区域。

## 交通
- 南砺市営バス利賀小中学校口バス停より徒歩約8分（約650m）

## 校歌
- 作詞：河合正則
- 改作：利賀地域児童生徒育成会
- 作曲：荒木得三

旧利賀中学校の校歌の校名部分を『利賀の子』としている。